# Corriente de conciencia
La corriente de conciencia es en la literatura un modo o método narrativo que intenta "describir la multitud de pensamientos y sentimientos que pasan por la mente" de un narrador. El término fue acuñado por Daniel Oliver en 1840 en First Lines of Physiology: Diseñado para el uso de estudiantes de medicina, cuando escribió:

If we separate from this mingled and moving stream of consciousness, our sensations and volitions, which are constantly giving it a new direction, and suffer it to pursue its own spontaneous course, it will appear, upon examination, that this, instead of being wholly fortuitous and uncertain, is determined by certain fixed laws of thought, which are collectively termed the association of ideas.
Si separamos de esta corriente mezclada y en movimiento de conciencia, nuestras sensaciones y voliciones, que constantemente le dan una nueva dirección, y permitimos que siga su propio curso espontáneo, parecerá, tras el examen, que esto, en lugar de ser completamente fortuito e incierto, está determinado por ciertas leyes fijas del pensamiento, que en conjunto se denominan asociación de ideas

Más conocido, quizás, es su empleo en 1855 por Alexander Bain en la primera edición de El sentido y el intelecto, cuando escribió: "La concurrencia de sensaciones en una corriente común de conciencia, en la misma vía cerebral, permite que las de sentidos diferentes se asocien tan fácilmente como las sensaciones del mismo sentido". Pero comúnmente se le atribuye a William James la creación del término, quien lo usó en 1890 en sus Principios de psicología. En 1918, la novelista May Sinclair (1863-1946) aplicó por primera vez el término corriente de conciencia, en un contexto literario, al hablar de las novelas de Dorothy Richardson. Pointed Roofs (1915), la primera obra de la serie de 13 novelas semiautobiográficas de Richardson titulada Peregrinación, es la primera novela completa sobre la corriente de conciencia publicada en inglés. Sin embargo, en 1934, Richardson comentó que " Proust, James Joyce, Virginia Woolf y DR... todos estaban usando 'el nuevo método', aunque de manera muy diferente, simultáneamente". Hubo muchos precursores anteriores y los escritores contemporáneos todavía utilizan la técnica.

## Definición
Corriente de conciencia es un dispositivo narrativo que intenta dar el equivalente escrito de los procesos mentales del personaje, ya sea en un monólogo interior suelto (ver más abajo) o en conexión con sus acciones. La escritura de corriente de conciencia generalmente se considera una forma especial de monólogo interior y se caracteriza por saltos asociativos en el pensamiento y la falta de algunos o todos los signos de puntuación. La corriente de conciencia y el monólogo interior se distinguen del monólogo dramático y el soliloquio, donde el orador se dirige a una audiencia o a una tercera persona, que se utilizan principalmente en poesía o drama. En la corriente de la conciencia, los procesos de pensamiento del hablante se representan más a menudo como escuchados en la mente (o dirigidos a uno mismo), se trata principalmente de un dispositivo ficticio.
Un uso temprano del término se encuentra en Principios de psicología (1890) del filósofo y psicólogo William James: "la conciencia, entonces, no aparece como cortada en pedazos... no es nada conectado, fluye. Un 'río' o un 'arroyo' son las metáforas con las que se describe con más naturalidad. Al hablar de ello en lo sucesivo, llamémoslo la corriente de pensamiento, conciencia o vida subjetiva". La idea como tal fue desarrollada ya por el filósofo Charles S. Peirce.

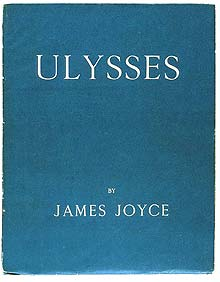
Portada del Ulises de James Joyce (primera edición, 1922), considerado un excelente ejemplo de estilos de escritura de corriente de conciencia.

En el siguiente ejemplo de corriente de conciencia del Ulises de James Joyce, Molly quiere dormir: "un cuarto después de qué hora sobrenatural supongo que acaban de levantarse en China ahora peinándose las coletas para el día muy pronto las monjas tocarán el ángelus no tienen a nadie que les arruine el sueño excepto uno o dos sacerdotes extraños para su oficio nocturno el el despertador de al lado a gritos se desboca los sesos déjame ver si me adormezco 1 2 3 4 5 qué flores son esas que inventaron como las estrellas el empapelado de Lombard street era mucho más bonito el delantal que me regaló era así ese algo solo me lo puse dos veces mejor baja esta lámpara y vuelve a intentarlo para poder madrugar."

## Monólogo interior
Si bien muchas fuentes utilizan los términos corriente de conciencia y monólogo interior como sinónimos, el Oxford Dictionary of Literary Terms sugiere que "también se pueden distinguir psicológica y literariamente. En un sentido psicológico, la corriente de conciencia es el tema, mientras que el monólogo interior es la técnica para presentarlo". Y para la literatura, "si bien un monólogo interior siempre presenta los pensamientos de un personaje 'directamente', sin la intervención aparente de un narrador que los resume y selecciona, no necesariamente los mezcla con impresiones y percepciones, ni viola necesariamente las normas de la gramática, o la lógica, pero la técnica de la corriente de la conciencia también hace una o ambas cosas". De manera similar, la Enciclopedia Británica, si bien acepta que estos términos "a menudo se usan indistintamente", sugiere que "si bien un monólogo interior puede reflejar todos los pensamientos, impresiones y asociaciones a medias que inciden en la conciencia del personaje, también puede ser restringida a una presentación organizada de los pensamientos racionales de ese personaje".

## Desarrollo

### Desde los comienzos hasta 1900
Si bien el uso de la técnica narrativa de la corriente de conciencia se asocia generalmente con los novelistas modernistas de la primera parte del siglo XX, se han sugerido varios precursores, incluida la novela psicológica de Laurence Sterne Vida y opiniones del caballero Tristram Shandy (1757). John Neal en su novela Seventy-Six (1823) también usó una forma temprana de este estilo de escritura, caracterizada por oraciones largas con múltiples calificativos y expresiones de ansiedad del narrador.
También se ha sugerido que el cuento de Edgar Allan Poe El corazón delator (1843) presagia esta técnica literaria en el siglo XIX. La historia de Poe es una narración en primera persona, contada por un narrador anónimo que se esfuerza por convencer al lector de su cordura mientras describe un asesinato que cometió, y a menudo se lee como un monólogo dramático. George R. Clay señala que León Tolstoi, "cuando la ocasión lo requiere... aplica la técnica modernista de la corriente de conciencia" tanto en Guerra y paz (1869) como en Anna Karenina (1878). El novelista y erudito literario Vladimir Nabokov consideró en 1940 que la técnica literaria de la corriente de la conciencia (que no distinguió del monólogo interior) en realidad había sido inventada por León Tolstoi: en el Capítulo XXIX de la séptima parte, registra los pensamientos de Anna Karenina durante un viaje a la estación de tren donde se suicidará, sin importar si son reflexiones sobre su situación aparentemente desesperada, observaciones desde la ventana del vagón o publicidad en los escaparates de las tiendas de Moscú.
El cuento El incidente del Puente del Búho (1890), de otro autor estadounidense, Ambrose Bierce, también abandona el tiempo lineal estricto para registrar la conciencia interna del protagonista. Por su renuncia a la cronología en favor de la libre asociación, Han cortado los laureles (1887) de Édouard Dujardin es también un importante precursor. De hecho, James Joyce "tomó una copia de la novela de Dujardin... en París en 1903" y "reconoció cierto préstamo de ella".
Algunos señalan que los cuentos y obras de teatro de Antón Chéjov, así como Hambre (1890) y Misterios (1892) de Knut Hamsun ofrecen destellos del uso de la corriente de la conciencia como técnica narrativa a finales del siglo XIX. Si bien Hambre se considera un clásico de la literatura mundial y una novela modernista innovadora, Misterios también es vista como una obra pionera. Se ha afirmado que Hamsun se adelantó a su tiempo con el uso de la corriente de conciencia en dos capítulos de esta novela. El autor británico Robert Ferguson dijo: "Hay muchos aspectos de ensueño en Misterios. En ese libro... hay... dos capítulos, donde inventa la escritura de corriente de conciencia, a principios de la década de 1890. Esto fue mucho antes de Dorothy Richardson, Virginia Woolf y James Joyce". También se ha sugerido a Henry James como un precursor significativo, en una obra tan temprana como Retrato de una dama (1881). Se ha sugerido que influyó en escritores posteriores de la corriente de conciencia, incluida Virginia Woolf, que no solo leyó algunas de sus novelas, sino que también escribió ensayos sobre ellas.
También se ha argumentado que Arthur Schnitzler (1862-1931), en su cuento El teniente Gustl (1900), fue el primero en hacer un uso completo de la técnica de la corriente de conciencia.

### Principios delsigloXX
Pero es solo en el siglo XX que esta técnica es completamente desarrollada por los modernistas. Marcel Proust se presenta a menudo como un ejemplo temprano de un escritor que utiliza la técnica de la corriente de la conciencia en su secuencia de novela En busca del tiempo perdido (1913-1927), pero Robert Humphrey comenta que Proust "está preocupado sólo con el aspecto evocador de la conciencia" y que "estaba recuperando deliberadamente el pasado para comunicarlo; por lo tanto, no escribió una novela sobre la corriente de la conciencia". El novelista John Cowper Powys también argumenta que Proust no utilizó la corriente de la conciencia: "mientras se nos dice lo que piensa el héroe o lo que piensa Swann, nos lo dice el autor más que el 'yo' de la historia o Charles Swann"."
El término se aplicó por primera vez en un contexto literario en The Egoist, en abril de 1918, de May Sinclair, en relación con los primeros volúmenes de la novela Peregrinación de Dorothy Richardson. Richardson, sin embargo, describe el término como una "metáfora lamentablemente mal elegida".
James Joyce fue un gran pionero en el uso de la corriente de conciencia. Algunos indicios de esta técnica ya están presentes en Retrato del artista adolescente (1916), junto con un monólogo interior y referencias a la realidad psíquica de un personaje más que a su entorno externo. Joyce comenzó a escribir la obra en 1907 y se publicó por entregas por primera vez en la revista literaria inglesa The Egoist en 1914 y 1915. A principios de 1906, Joyce, cuando trabajaba en Dublineses, consideró agregar otra historia con un publicista judío llamado Leopold Bloom bajo el título Ulises. Aunque no persiguió más la idea en ese momento, finalmente comenzó a trabajar en una novela usando tanto el título como la premisa básica en 1914. La escritura se completó en octubre de 1921. La publicación seriada de Ulises en la revista The Little Review comenzó en marzo de 1918. Ulises se publicó finalmente en 1922. Si bien Ulises representa un ejemplo importante del uso de la corriente de la conciencia, Joyce también usa la "descripción del autor" y el estilo indirecto libre para registrar los pensamientos internos de Bloom. Además, la novela no se centra únicamente en las experiencias interiores: "Bloom se muestra constantemente desde todos los ángulos; tanto desde dentro como desde fuera; desde una variedad de puntos de vista que van desde lo objetivo hasta lo subjetivo". En su obra final Finnegans Wake (1939), el método de corriente de conciencia, alusiones literarias y asociaciones oníricas libres de Joyce fue llevado al límite, abandonando todas las convenciones de trama y construcción de personajes, y el libro está escrito en un inglés peculiar y oscuro, basado principalmente en juegos de palabras complejos de varios niveles.
Otro ejemplo temprano es el uso del monólogo interior por parte de T. S. Eliot en su poema " La canción de amor de J. Alfred Prufrock " (1915), "un monólogo dramático de un hombre urbano, afectado por sentimientos de aislamiento y una incapacidad para la acción decisiva, una obra probablemente influenciada por la poesía narrativa de Robert Browning, incluyendo Soliloquio del Claustro Español.

Let us go then, you and I,

When the evening is spread out against the sky

Like a patient etherized upon a table;

Let us go, through certain half-deserted streets,

The muttering retreats

Of restless nights in one-night cheap hotels

And sawdust restaurants with oyster-shells:

Streets that follow like a tedious argument

Of insidious intent

To lead you to an overwhelming question ...

Oh, do not ask, "What is it?"

Let us go and make our visit.

In the room, the women come and go

Talking of Michelangelo.

T. S. Eliot, "The Love Song of J. Alfred Prufrock"
Vamos, tú y yo,

a la hora en que la tarde se extiende sobre el cielo

cual un paciente adormecido sobre la mesa por el éter:

vamos a través de ciertas calles semisolitarias,

refugios bulliciosos

de noches de desvelo en hoteluchos para pernoctar

y de mesones con el piso cubierto de aserrín y conchas de ostra,

calles que acechan cual debate tedioso

de intención insidiosa

que desemboca en un interrogante abrumador...

Ay, no preguntes: «¿De qué me hablas?»

Vamos más bien a realizar nuestra visita.

En el salón las señoras están deambulando

y de Miguel Ángel están hablando.

### De 1923 al 2000
El empleo de la técnica en los años que siguieron a la publicación del Ulises de James Joyce incluyen Italo Svevo, La conciencia de Zeno (1923), Virginia Woolf, La señora Dalloway (1925) y Al faro (1927); así como William Faulkner en El ruido y la furia (1929). Randell Stevenson sugiere, sin embargo, que "el monólogo interior, en lugar de la corriente de conciencia, es el término apropiado para el estilo en el que se registra [la experiencia subjetiva], tanto en Las olas como en la escritura de Woolf en general". A lo largo de La señora Dalloway, Woolf desdibuja la distinción entre discurso directo e indirecto, alternando libremente su modo de narración entre descripción omnisciente, monólogo interior indirecto y soliloquio. La novela de Malcolm Lowry Bajo el volcán (1947) se asemeja a Ulises, "tanto en su concentración casi por completo en un solo día de la vida de [su protagonista] Firmin... como en la gama de monólogos interiores y la corriente de conciencia empleada para representar el mentes de [los] personajes".
Samuel Beckett, amigo de James Joyce, utiliza el monólogo interior en novelas como Molloy (1951), Malone muere (1951),   El innombrable (1953). y el cuento From An Abandoned Work (1957). El escritor francés Jean-Paul Sartre empleó la técnica en su trilogía de novelas Los caminos de la libertad, de manera más destacada en el segundo libro El indulto (1945).
La técnica continuó usándose en la década de 1970 en una novela como la colaboración de Robert Anton Wilson y Robert Shea Illuminatus! (1975), sobre el cual The Fortean Times advierte a los lectores que "[estén] preparados para corrientes de conciencia en las que no solo la identidad, sino también el tiempo y el espacio ya no limitan la narrativa".
Aunque vagamente estructurado como un programa de bocetos, Monty Python produjo un innovador corriente de conciencia para su programa de televisión Monty Python's Flying Circus, y la BBC declaró: "El estilo de animación único de [Terry] Gilliam se volvió crucial, pasando a la perfección entre dos cualesquiera que no tenían ninguna relación ideas y hacer que la corriente de la conciencia funcione".
Las novelas del escritor escocés James Kelman son conocidas por mezclar la narrativa de la corriente de la conciencia con la lengua vernácula de Glasgow. Los ejemplos incluyen The Busconductor Hines (1984), A Disaffection (1989), How Late It Was, How Late (1994) y muchos de sus cuentos. Con respecto a Salman Rushdie, un crítico comenta que "todas las novelas de Rushdie siguen un estilo narrativo indio/islámico, una narración de la corriente de la conciencia contada por un joven indio locuaz". Otros escritores que utilizan este recurso narrativo son Sylvia Plath en La campana de cristal (1963) e Irvine Welsh en Trainspotting (1993).
La corriente de conciencia continúa apareciendo en la literatura contemporánea. Dave Eggers, autor de Una historia conmovedora, asombrosa y genial (2000), según un crítico, "habla tanto como escribe: una poderosa corriente de conciencia, pensamientos que brotan en todas direcciones". El novelista John Banville describe la novela Amuleto (1999) de Roberto Bolaño como escrita en "una corriente febril de conciencia".

### SigloXXI
El siglo XXI aportó desarrollos ulteriores, que incluyen Todo está iluminado (2002) de Jonathan Safran Foer y muchos de los cuentos del autor estadounidense Brendan Connell.